# Michaił Guriewicz (psychiatra)
Michaił Osipowicz Guriewicz (ros. Михаил Осипович (Иосифович) Гуревич, ur. 18 września 1878 w Sośnicy, zm. 16 listopada 1953 w Moskwie) – rosyjski lekarz psychiatra. 
Ukończył gimnazjum w Czernihowie i studiował medycynę na Uniwersytecie Moskiewskim, studia ukończył w 1902 roku. Specjalizował się w psychiatrii i wyjeżdżał za granicę, odbył m.in. staż w klinice Kraepelina. Po powrocie do kraju praktykował w Twerze i Saratowie. Brał udział w wojnie rosyjsko-japońskiej. W 1908 roku na Akademii Medyko-Chirurgicznej w Sankt Petersburgu przedstawił dysertację doktorską. Po rewolucji październikowej związany z I Instytutem Medycznym w Moskwie.

## Wybrane prace
- Ein Fall extrapyramidaler motorischer Insuffizienz. Zeitschrift für die gesamte Neurologie und Psychiatrie 93 (1), ss. 290-293 (1924)
- Über die Formen der motorischen Unzulänglichkeit. Zeitschrift für die gesamte Neurologie und Psychiatrie 98 (1), ss. 510-517 (1925)
- Zur pathologischen Anatomie der malariabehandelten progressiven Paralyse. Zeitschrift für die gesamte Neurologie und Psychiatrie 105 (1), ss. 314-328 (1926)
- Психопатология детского возраста. М., 1927
- Über das interparietale Syndrom bei Geisteskrankheiten. Zeitschrift für die gesamte Neurologie und Psychiatrie 140 (1), ss. 593-603 (1932)
- Учебник психиатрии. М.-Л., 1928, М., 1946
- Психиатрия. М., 1949